# Parthénion Óros
Parthénion Óros är ett berg i Grekland.   Det ligger i regionen Peloponnesos, i den södra delen av landet, 120 km sydväst om huvudstaden Aten. Toppen på Parthénion Óros är 736 meter över havet.
Terrängen runt Parthénion Óros är kuperad, och sluttar österut. Runt Parthénion Óros är det glesbefolkat, med 18 invånare per kvadratkilometer. Närmaste större samhälle är Tripoli, 15,7 km väster om Parthénion Óros. 